# Auguste Favrat
Auguste Favrat (Lausana, 23 de julio de 1862 - 23 de enero de 1893) fue un botánico suizo. Su padre Louis Favrat, también fue botánico.
En 1872, después de la guerra franco-alemana de 1870, el botánico Philippe Müller deja Alsacia y se alemaniza instalándose en Nyon, Suiza, donde abandonó las investigaciones científicas, y se retiró. A su muerte en 1889, se legó su herbario al Museo botánico cantonal vaudoisano, situado en Lausanna, Suiza. Esas importantes colecciones, por desgracia fueron parcialmente destruidas por Favrat.

## Algunas publicaciones
- 1890. Ueber die Anwendung des Antifebrins in refracto dosi. beim typhus abdominalis und beim Fieber der Phthisiker. Ed. Hirschfeld
- 1885. Catalogue des ronces du sud-ouest de la Suisse. Ed. Corbaz & Comp.
- 1881. Les ronces du canton de Vaud: essai monographique

## Eponimia
- (Asteraceae) Centaurea × favratii Vetter[1]
- (Asteraceae) Cicerbita favratii Wilczek[2]
- (Asteraceae) Erigeron × favratii Gremli[3]
- (Cyperaceae) Carex × favratii Christ[4]
- (Juncaceae) Luzula × favratii K.Richt.[5]
- (Rosaceae) Potentilla favratii Zimm. ex Favrat[6]
- (Rosaceae) Rubus favratii Schmidely[7]
- (Scrophulariaceae) Euphrasia favratii Wettst.[8]